# Tim Austin
Tim Austin, född den 14 april 1971 i Cincinnati, Ohio, är en amerikansk boxare som tog OS-brons i flugviktsboxning 1992 i Barcelona. Han förlorade i semifinalen mot kubanen Raúl González. Han kallades Cincinnati Kid till följd av födelseorten. 